# Chœur de chambre de Namur
Het Choeur de Chambre de Namur is een Belgisch koor gespecialiseerd in barokmuziek, gevestigd in Namen.

## Geschiedenis
Het Choeur de Chambre de Namur werd opgericht in 1987 op initiatief van het Centre d'art vocal et de musique ancienne in Namen.Het koor specialiseert zich vooral in oude muziek, in het bijzonder in het repertoire van componisten uit Wallonië (Lassus, Du Mont, Grétry, Gossec, enz.) of Brussel (Joseph-Hector Fiocco ). Hiernaast werken ze ook met het repertoire uit de koormuziek, zoals de oratoria van Händel, missen, motetten en de passies van Bach, de Requiems van Mozart en Fauré. Het repertoire van het Choeur de Chambre de Namur reikt van in de middeleeuwse tot hedendaagse muziek.
Het koor treedt regelmatig op met het instrumentaal ensemble Les Agrémens onder leiding van Guy van Waas. Dit ensemble werd in 1995 door het Centre d'art vocal et de musique ancienne opgericht om het Choeur de Chambre de Namur te voorzien van een barokorkest van hoog niveau.
Het Choeur de Chambre de Namur werkte achtereenvolgens onder de artistieke leiding van Pierre Cao, Denis Menier, Olivier Opdebeeck, Patrick Davin en Jean Tubéry. Sinds 2010 is de Argentijnse dirigent Leonardo García Alarcón artistiek leider en werkt het koor vaak samen met Alarcóns ensemble Cappella Mediterranea.
Hiernaast werkt het koor vaak samen met gastdirigenten als Frieder Bernius, Paul Dombrecht, Roy Goodman, Martin Haselböck, Philippe Herreweghe, Florian Heyerick, Sigiswald Kuijken, Wieland Kuijken, Jean-Claude Malgoire, Marc Minkowski, Peter Phillips, Philippe Pierlot, Christophe Rousset, Jordi Savall en Erik Van Nevel.
Naast optredens heeft Het Chœur de chambre de Namur ook al een dertigtal albums uitgebracht, voornamelijk bij het label Ricercar. Hiervoor ontving het koor onder andere de Grand Prix de l' Académie Charles-Cros in 2003, de Prix Liliane-Bettencourt 2006, en het octaaf 2007, categorie "klassieke muziek".

## Geselecteerde discografie
- 1985 : "Musique pour les Funérailles de la Reine Marie-Thérèse", In obitum nec non pissimae gallorum reginae lamentum H.409, Luctus de morte augustissimae Mariae Theresiae Reginae Galliae H.331, van Marc-Antoine Charpentier met Musica Polyphonica, dir. Louis Devos. CD Erato
- 1993 : Le Messie van Georg Friedrich Haendel, met La Grande Écurie et la Chambre du Roy, dir. Jean-Claude Malgoire. 2 CD Asrée Auvidis
- 2000 : "Messe en la mémoire d'un Prince", Messe pour les Trépassés H.2, Pie Jesu H.234, Motet pour les trépassés à 8 H.311, Miserere des Jésuites H.193 & H.193 a, van Marc-Antoine Charpentier, met l'ensemble La Fenice, dir. Jean Tubéry. CD Virgin Veritas
- 2000 : Stabat Mater, Magnificat et Missa Dolorosa van Antonio Caldara, met het ensemble Les Agrémens, dir. Wieland Kuijken
- 2005 : Te Deum H.146 van Marc-Antoine Charpentier, met het ensemble La Fenice, dir. Jean Tubéry
- Le Messie van Georg Friedrich Haendel, met La Grande Écurie et la Chambre du Roy, dir. Jean-Claude Malgoire
- 2000 : Grands Motets van Henry Du Mont, met Ricercar Consort, dir. Philippe Pierlot
- 2006 : Cantates de Noël van Johann Sebastian Bach, met Les Agrémens, dir. Jean Tubéry - RIC 257
- 2006 : Messe pour le Sacre de l'empereur Matthias van Lambert de Sayve, met het ensemble La Fenice, dir. Jean Tubéry - RIC 266
- 2007 : Christ lag in Todesbanden van Johann Pachelbel met Les Agrémens, dir. Jean Tubéry - RIC 255
- 2007 : Livre vermeil de Montserrat, met Millenarium, l'ensemble vocal en Les Pastoureaux, dir. Christophe Deslignes - RIC 260
- 2008 : Missa Domine Dominus noster van Philippe Rogier en Missa bonæ voluntatis van Matheo Romero, met het ensemble La Fénice, dir. Jean Tubéry - RIC 271
- 2009 : Cantica Sacra van Henry Du Mont, dir. Bruno Boterf
- 2010 : Judas Maccabaeus van Georg Friedrich Haendel, dir. Leonardo García Alarcón
- 2011 : Il Diluvio universale, oratorio van Michelangelo Falvetti, dir. Leonardo García Alarcón
- 2011 : Œuvres de Giovanni Giorgi, dir. Leonardo García Alarcón
- 2011 : Vêpres van Antonio Vivaldi, dir. Leonardo García Alarcón
- 2013 : Thésée van François-Joseph Gossec, dir. Guy Van Waas
- 2014 : Ulisse nell' Isola de Circé, opera van Giuseppe Zamponi, met het ensemble Clematis en de Cappella Mediterranea, dir. Leonardo García Alarcón
- Requiem, werken van Mario Capuana en Bonaventura Rubino, dir. Leonardo García Alarcón
- Canticum canticorum van Roland de Lassus, met het ensemble Clematis, dir. Leonardo García Alarcón
- 2019 : Samson oratorio van Georg Friedrich Haendel, met Millenium Ochestra, dir. Leonardo García Alarcón
- 2020 : El Prometo opera van Antonio Draghi, met het Cappella Mediterranea, dir. Leonardo García Alarcón